# Вурмхеллер, Йозеф
Йозеф Вурмхеллер (нем. Josef Wurmheller; 4 мая 1917, Хаусхам, Бавария — 22 июня 1944, Алансон, Нижняя Нормандия) — немецкий военный летчик-ас во времена Третьего Рейха. Майор (1944) Люфтваффе. Кавалер Рыцарского креста Железного креста с дубовыми листьями и мечами (посмертно, 1944). В воздушных боях одержал 102 воздушные победы. Погиб в бою 22 июня 1944.